# Suki Waterhouse
Suki Waterhouse, född 5 januari 1992 i Hammersmith, London, är en brittisk skådespelare och sångerska.
Waterhouse har bland annat medverkat i TV-serien Daisy Jones & The Six år 2023, hon har även medverkat i filmerna Insurgent från 2015 och Pokémon: Detective Pikachu från 2019.
Hon är sedan 2018 tillsammans med Robert Pattinson. Paret förlovade sig 2023 och i mars 2024 meddelades att de fått sitt första barn.

## Filmografi (i urval)
- 2015: Insurgent
- 2019: Pokémon: Detective Pikachu
- 2023: Daisy Jones & The Six